# محوطه یری یرشلمان
محوطه یری یرشلمان مربوط به سده‌های اولیه و میانه دوران‌های تاریخی پس از اسلام است و در شهرستان سیاهکل، بخش دیلمان، دهستان پیرکوه، روستای یرشلمان واقع شده و این اثر در تاریخ ۱۲ دی ۱۳۸۶ با شمارهٔ ثبت ۲۰۴۳۸ به‌عنوان یکی از آثار ملی ایران به ثبت رسیده‌است.